# Borrazópolis

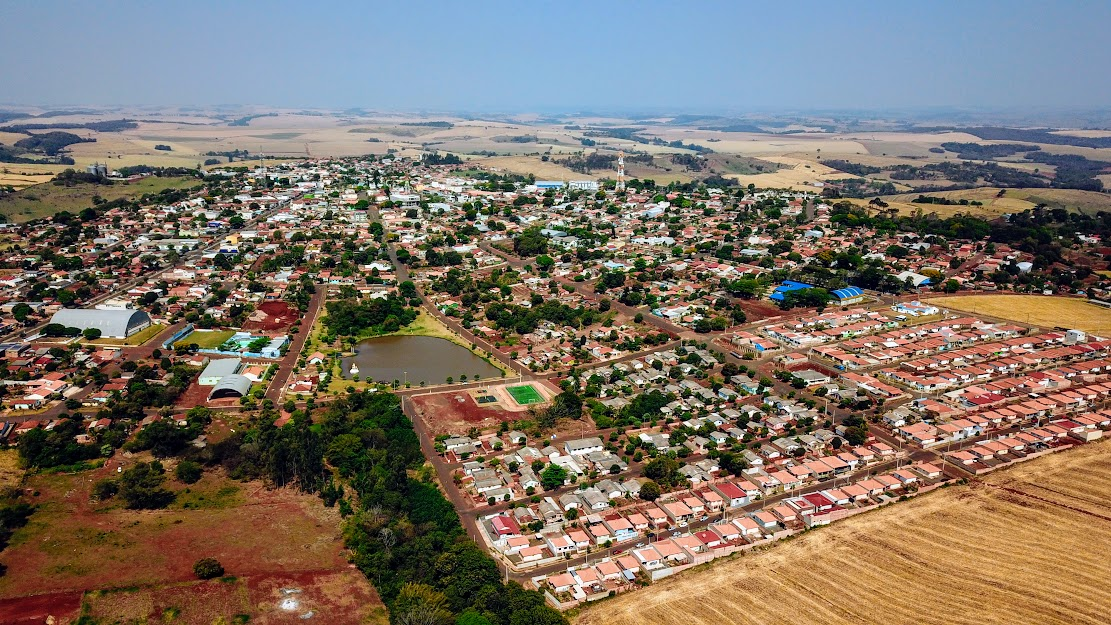
Foto: Eduardo Pasqualin

Borrazópolis é um município brasileiro do estado do Paraná. Sua população, conforme estimativas do IBGE de 2019, era de 6 592 habitantes.

## História
Borrazópolis nasceu como patrimônio em 1948. No curto espaço de apenas dezoito meses, num esforço pujante, a Companhia Colonizadora Rio Bom transformou a mata virgem em uma cidade com serrarias, hotéis, farmácias, casas comerciais, etc.
O nome dado ao município foi uma homenagem a um dos primeiros proprietários da gleba da região e incentivador do progresso da mesma, Francisco José Borraz. Ele era economista e funcionário do Banco Pelotense. Com a extinção deste, passou a ser um dos diretores do Banrisul, era um defensor do loteamento da gleba e contrário às investidas das imobiliárias que vinham fazendo proposta de comprar toda a gleba. Pela sua inteligência e capacidade, foi a maneira que os funcionários, técnicos e colaboradores encontraram para lhe prestar uma homenagem, emprestando o seu nome a futura cidade. Ele, como diretor do banco, facilitou e possibilitou diversos projetos para o desenvolvimento de Borrazópolis.
Borrazópolis: Borraz, sobrenome do fundador, e pólis que vem do grego e significa cidade. O primeiro lote urbano (lote 5, quadra 15) foi vendido a Orlando Corrêa. O segundo lote a Otávio Tomaz de Farias.
O município foi criado através da lei estadual nº 790 de 14 de novembro de 1951, e instalado em 14 de dezembro de 1952, tendo sido desmembrado de Apucarana.

## Geografia
Possui uma área de 334,377 km², localiza-se a uma latitude 23°56'27" sul e a uma longitude 51°35'16" oeste, e está a uma altitude de 700 m. Sua população estimada em 2005 era de 8.182 habitantes.

### Demografia
Dados do censo - 2000
População Total: 9.453
- Urbana: 6.432
- Rural: 3.021
- Homens: 4.751
- Mulheres: 4.702

IDH-M: 0,727
- IDH-M renda: 0,626
- IDH-M longevidade: 0,718
- IDH-M educação: 0,836

## Organização Político-Administrativa
Sendo um município do Brasil, Borrazópolis é administrada por dois poderes, o executivo e o legislativo, independentes e harmônicos entre si. O primeiro é representado pelo prefeito, auxiliado pelo seu gabinete de secretários e eleito pelo voto popular para um mandato de quatro anos, sendo permitida uma única reeleição para mais um mandato consecutivo, enquanto que o segundo é representado pela Câmara Municipal de Borrazópolis, órgão colegiado de representação dos munícipes que é composto por vereadores também eleitos por sufrágio universal.
As atuais autoridades que ocupam cargos da organização político-administrativa de Borrazópolis são as seguintes:
- Prefeito:  Adilson Lucchetti (Didi) - PSB (2025-2028)
- Vice-prefeito: Valdinei Rodrigues Del Grande - PSB (2025-2028)
- Presidente da câmara: José Aparecido Pereira - PSB (2025-2028)